# Palicourea glabrata
Palicourea glabrata är en måreväxtart som beskrevs av Hubert J.P. Winkler. Palicourea glabrata ingår i släktet Palicourea och familjen måreväxter.
Artens utbredningsområde är Bolivia. Inga underarter finns listade i Catalogue of Life.